# Voy, lo mato y vuelvo
Voy, lo mato y vuelvo (Vado... L'ammazzo e torno) es una película de 1967 del director italiano Enzo G. Castellari perteneciente al subgénero del spaghetti western.

## Argumento
Esta película trata sobre el robo de un dinero por parte de tres hombres: Monetero (Gilbert Roland), Clayton (Edd Byrnes) y "el Forastero" (George Hilton); tesoro que robó primero Monetero, pero que después robó Facundo, uno de los cómplices de Monetero, al que mata el ejército, y que tiene una medalla que indica dónde está el tesoro... Se enfrentarán entre ellos varias veces, cambiando de socios, y al final los tres deberán confrontar en un duelo para conseguir los dólares...